# Jean-Charles Trouabal
Jean-Charles Trouabal (Parigi, 20 maggio 1965) è un ex velocista francese.
È stato medaglia d'oro con la staffetta 4x100 m ai Campionati europei di Spalato 1990, col nuovo record del mondo, stabilito assieme a Bruno Marie-Rose, Daniel Sangouma e Max Morinière. Con la stessa formazione di staffetta è stato ancora argento ai mondiali di Tokyo 1991, con il solo Morinière bissò l'oro europeo quattro anni dopo a Helsinki 1994.

## Biografia
L'impresa della staffetta 4×100 metri transalpina agli europei di Spalato 1990 ebbe particolare risalto mediatico, perché il loro nuovo record del mondo di 37"79 andava a cancellare il 37"84 stabilito dal fantastico team statunitense (Carl Lewis e compagni) ai Giochi olimpici di Los Angeles 1984 .
Curiosamente è nato lo stesso giorno, mese ed anno del compagno Bruno Marie-Rose (il 20 maggio 1965), a Parigi l'uno a Bordeaux l'altro.

## Palmarès
| Anno | Manifestazione      | Sede     | Evento            | Risultato | Prestazione | Note            |
| ---- | ------------------- | -------- | ----------------- | --------- | ----------- | --------------- |
| 1990 | Campionati europei  | Spalato  | Staffetta 4x100 m | Oro       | 37"79       | Record mondiale |
| 1991 | Campionati mondiali | Tokyo    | Staffetta 4x100 m | Argento   | 37"87       |                 |
| 1994 | Campionati europei  | Helsinki | Staffetta 4x100 m | Oro       | 38"57       |                 |